# Довил (Калвадос)
Довил (фр. Deauville) насеље је и општина у северној Француској у региону Доња Нормандија, у департману Калвадос која припада префектури Лисје.
По подацима из 2011. године у општини је живело 3816 становника, а густина насељености је износила 1068,91 становника/km². Општина се простире на површини од 3,57 km². Налази се на средњој надморској висини од 5 метара (максималној 83 m, а минималној 0 m).

## Демографија
| 1962. | 1968. | 1975. | 1982. | 1990. | 1999. | 2011. |
| ----- | ----- | ----- | ----- | ----- | ----- | ----- |
| 5.051 | 5.232 | 5.664 | 4.682 | 4.261 | 4.364 | 3.816 |

График промене броја становника у току последњих година